# Abu Simbel
Abu Simbel (Arabisk أبو سنبل eller أبو سمبل) er to stentempler i det sydlige Egypten på den vestlige bred af Nassersøen. Abu Simbel er en del af UNESCO verdensarvsstedet Nubiske Monumenter.
Tvillingetemplerne er hugget ud i bjergsiden under farao Ramses 2. i det 13. århundrede f.Kr. som et evigt minde om ham selv og hans dronning Nefertari. Templet fejrer hans sejr ved slaget ved Kadesh. Komplekset, som er en af Egyptens mest besøgte turistattraktioner, blev flyttet i forbindelse med bygningen af den nye Aswandæmning i 1960'erne for at undgå, at det blev oversvømmet af den kunstige sø, Nassersøen.